# 新横浜出入口
新横浜出入口（しんよこはまでいりぐち）は、神奈川県横浜市港北区にある首都高速道路神奈川7号横浜北線のインターチェンジである。2017年（平成29年）3月18日に供用開始した。生麦JCT方面、横浜港北JCT方面双方に出口と入口を有する。

## 道路
亀の甲橋交差点で県道横浜生田線および長島大竹線と接続する。上下線とも西側から接続する形であり、東側の生麦JCT方面からのランプウェイは大きくカーブを描く。長島大竹線は首都高速横浜北線開通に先立ち2017年3月16日に開通した都市計画道路であり、新横浜駅・北新横浜駅方面への宮内新横浜線に連絡する。
首都高速横浜北線は、本出入口付近から岸谷生麦出入口付近までが延長5.9 kmの横浜北トンネルとなる。このトンネルは危険物積載車両の通行が禁止されているため、該当車両は本出入口から生麦方面へ進入できないほか、横浜港北方面からの出口標識には「危険物車はこの出口で出て下さい」の表示がある。

## 周辺
- 亀甲橋
- 新横浜公園、横浜国際総合競技場（日産スタジアム）
- 横浜労災病院
- 新横浜駅・北新横浜駅

## 隣
首都高速神奈川7号横浜北線
(751,752) 岸谷生麦出入口 - （753,754）馬場出入口 - （755,756）新横浜出入口 - 横浜港北JCT